# Mubin Ergaszew
Mubin Asrorowicz Ergaszew, tadż. Мубин Асрорович Эргашев, ros. Мубин Асрорович Эргашев, Mubin Asrorowicz Ergaszew (ur. 6 października 1973, Tadżycka SRR) – tadżycki piłkarz, grający na pozycji pomocnika, trener piłkarski.

## Kariera piłkarska
W 1991 rozpoczął karierę piłkarską w Regar-TadAZ Tursunzoda. W 1996 roku zakończył karierę piłkarza.

## Kariera trenerska
Po zakończeniu kariery piłkarza rozpoczął pracę szkoleniowca. Najpierw pomagał trenować różne kluby, m.in. Regar-TadAZ Tursunzoda i Istiklol Duszanbe. W czerwcu 2013 roku został mianowany na pełniącego obowiązki głównego trenera narodowej reprezentacji Tadżykistanu. W 2014 stał na czele Istiklolu Duszanbe. W czerwcu 2015 ponownie został selekcjonerem reprezentacji Tadżykistanu. 30 marca 2016 po przegranym meczu u siebie z Kirgistanem został zwolniony z zajmowanego stanowiska.

## Sukcesy i odznaczenia

### Sukcesy piłkarskie
Regar-TadAZ Tursunzoda
- wicemistrz Tadżykistanu: 1992
- finalista Pucharu Tadżykistanu: 1992, 1995

### Sukcesy trenerskie
Istiklol Duszanbe
- finalista Pucharu AFC: 2015
- mistrz Tadżykistanu: 2014, 2015
- zdobywca Pucharu Tadżykistanu: 2014, 2015
- zdobywca Superpucharu Tadżykistanu: 2014, 2015, 2016